# Šibenik
Šibenik er en kroatisk by beliggende i Dalmatien ved Adriaterhavet.
På en stenforhøjning 70 m over havet, på den nordlige del af en naturlig havn, rejste tilflyttede kroatere fortet Šibenik, som i starten kun tjente som forsvarsværk. Der er ingen nøjagtige oplysninger om, hvornår fortet er blevet bygget, men det menes, at det var senest i det 9. århundrede. Med tiden blev der bygget bosættelser udenfor fortet, som senere blev til en by. Šibenik nævnes som by første gang den 25. december 1066 i notater af Kong Petar Krešimir IV (1058-1074), som dengang boede i byen. Efter militær og politisk intervention af den ungarske konge Ladislav kom Kroatien ind i et statsfællesskab med Ungarn i 1102. Hermed blev de kroatisk-ungarske konger herskere over Šibenik.
I tiden fra det 12. århundrede til det 15. århundrede kom det til mange udskiftninger af herskere over byen: fra kroatisk-ungarske konger til forskellige grever, middelaldrens bosniske stat og i flere omgange under Venedig.
I 1409 sælger den napolitanske konge Ladislav sine rettigheder over Dalmatien til Venezia for 100.000 dukater. Straks derefter ankommer venezianerne til Šibenik og forlanger, at byen skal overgives. Byen afslår det, og i 3 år modstår de venezianernes angreb. Den 30. december 1412 bukker byen under for belejringen og anerkender Venezias styre. Under Venezias styre får byen status som autonom bykommune – men med begrænsninger.
Fra det 15. århundrede falder en ny trussel over Šibenik – tyrkerne og deres fremtrængen mod vest. De forsøgte i flere omgange at erobre byen: (i 1570, i 1647 og i 1659), men uden held. I 1649 bliver byen ramt af pesten, som dræber en tredjedel af byens befolkning.
Med Venezias fald i 1797 beslutter byens styre at stille byen under kontrol af den kroatisk-ungarske konge og østrigske kejser Frans 2.. Under det østrigske styre beholdt Šibenik sin status som områdets hovedsæde. Da Østrig blev besejret af Frankrig, mistede de herredømmet over Dalmatien, som de måtte overgive til franskmændene. Den franske arme kom ind i byen den 18. februar 1806. Efter Napoleons nederlag ved Leipzig begynder den østrigske armé med erobringen af det sydlige Kroatien, og de kommer ind i byen den 1. november 1813.
Under østrigsk herredømme og som en del af kongeriget Dalmatien bliver Šibenik igen områdets centrum, og indbyggertallet vokser. I året 1879 åbnede vandforsyningen, i 1883 åbnede hospitalet, i 1895 byggedes hydro-elværket på floden Krka. I 1900 er byens befolkning oppe på 10.000 indbyggere. Da 1. verdenskrig startede, indførte de østrig-ungarske myndigheder straks et strengt militær/politi regime, som varede til deres nederlag i 1918, da byrådet proklamerede afslutningen af det østrig-ungarske styre og byens forening med Kongeriget af Serber, Kroater og Slovener.
I tiden mellem verdenskrigene vokser byens rolle som havneby og transitcenter, især efter byggeriet af jernbanen mod Zagreb i Lika-området i 1925.
I april 1941 angriber og okkuperer tyske og italienske tropper Kongeriget Jugoslavien, og den 15. april 1941 kommer de fascistiske, italienske styrker ind i Šibenik og okkuperer hele området. Efter italienernes ankomst i byen starter de med denationalisering og italienisering af byens indbyggere. Dette førte til, at der i byen og området dannes antifascistisk modstand mod besættelsesmagten. Efter Italiens kapitulation i 1943 besættes Šibenik af tyske tropper, som bliver i byen i 14 måneder. Efter tre dages kampe mellem tyskere og partisanenheder befrier Titos partisaner byen og kommer ind i den d. 3. november 1944.
Efter 2. verdenskrig bliver Šibenik en del af den jugoslaviske republik Kroatien. Midt i 1960'erne er byen industricenter og har en stor havn ved Adriaterhavet. På grund af den tætliggende flod Krka med sine flotte vandfald vokser turismen, og der bygges flere store turistkomplekser i byen og området.
I 1980'erne havde papirfabrikken i Næstved en stor eksport af papirruller til Šibenik, hvor der kørte 2 lastbiler om ugen med papir til Šibenik. Her blev papiret fortoldet på havnen og kørt videre til papirfabrikken i byen Knin 53 km fra Šibenik.